# Stadion der Weltjugend
Das Stadion der Weltjugend war eine Sportstätte im Stadtbezirk Mitte von Ost-Berlin. Das 1950 als Walter-Ulbricht-Stadion eröffnete Stadion war mit einer Zuschauerkapazität von zunächst 70.000 (später 50.000) eines der größten Leichtathletik- und Fußballstadien der DDR. Es wurde 1992 im Zuge der Bewerbung Berlins für die Olympischen Sommerspiele 2000 abgerissen. Von Oktober 2006 bis Februar 2018 wurde auf dem Areal im Bezirk Mitte die neue Zentrale des Bundesnachrichtendienstes errichtet.

## Lage und Ausstattung
Das Stadion befand sich im westlichen Teil des damaligen Stadtbezirks Mitte (der heute zusammen mit den ehemaligen Bezirken Tiergarten und Wedding seit 2001 den neuen Bezirk Mitte bildet) auf dem früheren Gelände des Polizeistadions. Es grenzte im Osten an die Chausseestraße, im Süden an die Habersaathstraße (bis 1951: Kesselstraße) sowie im Norden und Westen an Wohngebiete entlang der Scharnhorststraße bzw. Boyenstraße.
Neben dem Hauptstadion befanden sich auf dem Gelände weitere Fußballfelder, neun Tennis- und zwei Werferplätze, eine Schwerathletikanlage sowie ein Funktionsbau mit Sanitär-, Verwaltungs- und Gaststättenräumen. Mit einer Gesamtfläche von 131.000 m² war das Areal die größte Sportstätte im Bezirk Mitte.

## Geschichte

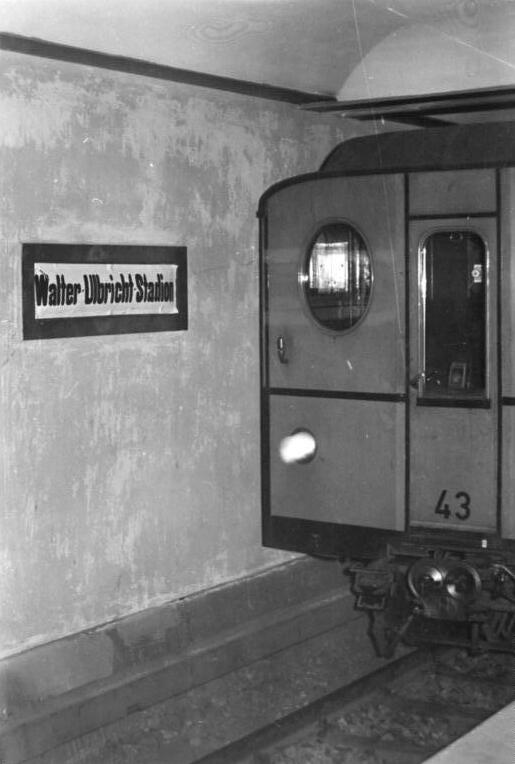
Geisterbahnhof Walter-Ulbricht-Stadion

Bevor das Gelände für sportliche Veranstaltungen genutzt wurde, erfüllte es vorrangig militärische Zwecke. So legte man hier um das Jahr 1820 zunächst einen Exerzierplatz an, bevor in der Mitte des 19. Jahrhunderts die Maikäferkaserne gebaut wurde. Nach dem Ende des Ersten Weltkriegs übernahm die preußische Schutzpolizei das Gelände und errichtete darauf 1929 das (während des Zweiten Weltkriegs allerdings wieder zerstörte) Polizeistadion.

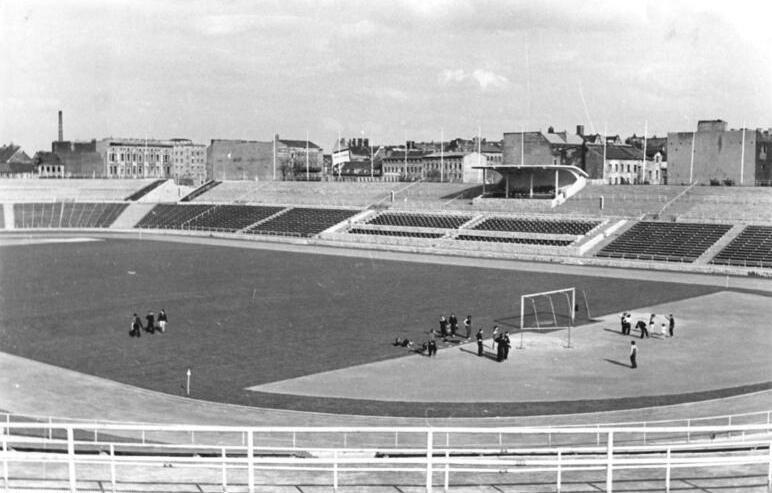
Das Stadion 1951

An seiner Stelle wurde nach der Beseitigung der Ruinen der Maikäferkaserne 1950 anlässlich des ersten Deutschlandtreffens der Jugend nach Plänen der Architekten Reinhold Lingner und Selman Selmanagić ein neues Stadion errichtet, das bereits nach 120 Tagen Bauzeit am 20. Mai 1950 durch den damaligen Generalsekretär des Zentralkomitees der SED Walter Ulbricht eröffnet wurde. Diesem verdankte die Arena auch ihren ersten Namen „Walter-Ulbricht-Stadion“. Im Berliner Volksmund erhielt das Stadion daher später wegen der Barttracht Ulbrichts die Bezeichnung „Zickenwiese“.
Ein Jahr später bauten die Architekten das Stadion für die III. Weltfestspiele abermals um. Wenig später wurde das als Symbol der DDR-Regierung betrachtete Areal während des Volksaufstands vom 17. Juni 1953 von tausenden Demonstranten besetzt. Sie beschädigten oder zerstörten Schriftzüge und Embleme als Symbole der verhassten Regierung sowie Bänke, Mauern und Fensterscheiben.  Der Historiker Ulrich Pfeil betont die über sportliche Aspekte hinausgehende politische Bedeutung des Stadions als ein Symbol der städtebaulichen Teilung, aber auch der innerdeutschen Systemkonkurrenz und des sozialistischen Aufbauwillens.
Für die X. Weltfestspiele wurde die Sportstätte nach Plänen von Jörg Piesel und Rolf Tümmler erneut umgebaut, wobei sich die Zuschauerzahl auf 50.000 (davon 20.000 Sitzplätze) reduzierte. Wiedereröffnet wurde es am 28. Juli 1973 als Stadion der Weltjugend. Der bisherige Namensgeber Walter Ulbricht war 1971 von Erich Honecker als SED-Generalsekretär abgelöst worden und erlebte nun die beginnende Tilgung seines Namens aus der DDR-Öffentlichkeit. Ulbricht starb während der Zeit der Spiele, nachdem er kurz zuvor einen Schlaganfall erlitten hatte. Kurios bei der Namensänderung war, dass der damit einhergehende Namenswechsel der benachbarten U-Bahn-Station nur für die West-Berliner Bevölkerung sichtbar war, da es sich um einen der zahlreichen mit dem Mauerbau entstandenen Berliner Geisterbahnhöfe handelte, die zwar von der West-Berliner U-Bahn (in diesem Fall der Linie 6) durchfahren, jedoch nicht als Halt genutzt werden durfte.

## Nutzung

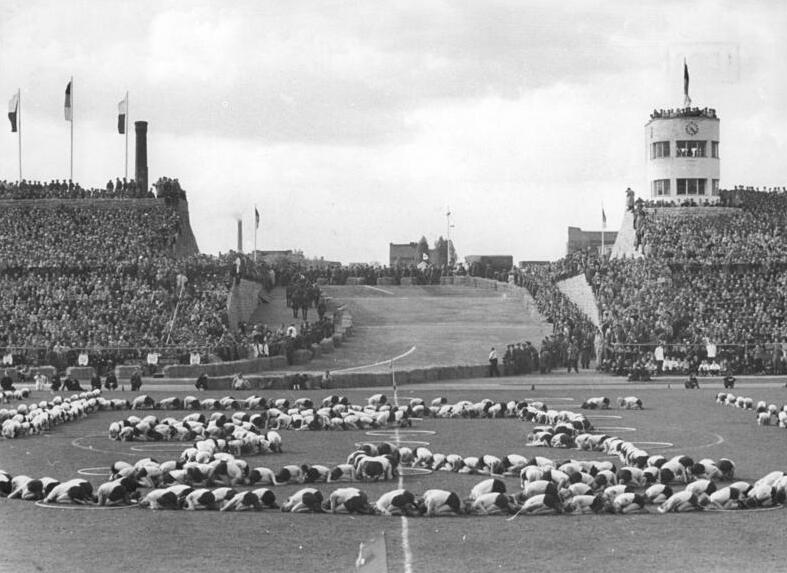
Das Stadion 1955 als Etappenziel der VIII. Internationalen Friedensfahrt

Das Stadion wurde als Austragungsort für diverse Leichtathletik-Wettkämpfe, politische Großveranstaltungen oder Fußballspiele genutzt. Außerdem war es von 1952 bis 1964 auch Etappenziel bzw. Startpunkt der Internationalen Friedensfahrt. Bereits 1950 wurde hier das Finale des FDGB-Pokals ausgetragen. Zwischen 1975 und 1989 fand dieses dann regelmäßig im Stadion der Weltjugend statt. Außerdem nutzte die DDR-Nationalmannschaft die Arena für 13 offizielle Länderspiele. Das inoffizielle Duell zwischen der ostdeutschen Nationalelf und dem sowjetischen Spitzenverein Dynamo Moskau zur Eröffnung der Weltjugendfestspiele am 5. August 1951 verzeichnete dabei die Rekordzuschauerzahl von 70.000.
Bis 1961 bestritt die Fußballmannschaft des SC Dynamo Berlin (aus der 1966 der BFC Dynamo hervorging) im Walter-Ulbricht-Stadion ihre Heimspiele. Der bis 1971 in Berlin ansässige FC Vorwärts Berlin wich für einige Europapokalpartien ebenfalls hierhin aus. So sahen beispielsweise 1959 rund 65.000 Zuschauer das Duell Vorwärts gegen die Wolverhampton Wanderers. Ab 1976 wurden auch alle Oberliga-Derbys zwischen dem BFC Dynamo und seinem Ortsrivalen 1. FC Union Berlin im Weltjugend-Stadion ausgetragen. Der 1. FC Union musste zudem 1981 einige Heimspiele lang nach Mitte ausweichen, da am heimischen Stadion An der Alten Försterei Umbauarbeiten stattfanden.
Das Stadion der Weltjugend diente darüber hinaus als Spielstätte für einige besondere deutsch-deutsche Duelle. So war es am 25. Dezember 1951 Veranstaltungsort für das erste von zwei sogenannten „Aussöhnungsduellen“ zwischen dem West- und Ost-Berliner Fußballverband. Dabei gewann die Ost-Berliner Stadtauswahl vor 55.000 Zuschauern mit 3:2 über die Stadtauswahl West-Berlins. Nach dem Rückspiel am 26. Dezember 1954 im West-Berliner Poststadion (beide Mannschaften trennten sich 3:3-Unentschieden) kam es am 11. Mai 1955 vor 70.000 Zuschauern im Ulbricht-Stadion sogar zum Spiel einer Gesamtberliner Stadtauswahl gegen eine Mannschaft aus Prag, das 1:0 gewonnen wurde. Zu einem weiteren Match der Auswahl (diesmal im Berliner Olympiastadion) kam es aufgrund politischer Spannungen jedoch nicht mehr.
Eine weitere politisch brisante Begegnung fand am 16. September 1959 statt, als die DDR-Nationalmannschaft gegen die westdeutsche Amateur-Auswahl antrat. Diese Begegnung war notwendig geworden, da das Internationale Olympische Komitee die Entsendung einer gesamtdeutschen Mannschaft für die Olympischen Sommerspiele in Rom 1960 forderte, die jeweiligen Fußballverbände (DFV und DFB) jedoch keine Lösung für eine gemischte Mannschaft finden konnten. Daher sollte auf Anordnung der jeweiligen Nationalen Olympischen Komitees in einer Hin- und Rückspielrunde der Teilnehmer aus beiden Staaten ermittelt werden. Das Hinspiel im Walter-Ulbricht-Stadion als auch das Rückspiel im Düsseldorfer Rheinstadion fanden vor leeren Rängen und fast vollständig von der Öffentlichkeit abgeschottet statt. Beide Spiele wurden von der bundesdeutschen Auswahl gewonnen (2:0 in Berlin und 2:1 in Düsseldorf).

## Abriss

Golfabschlagplatz auf dem Gelände, 2005

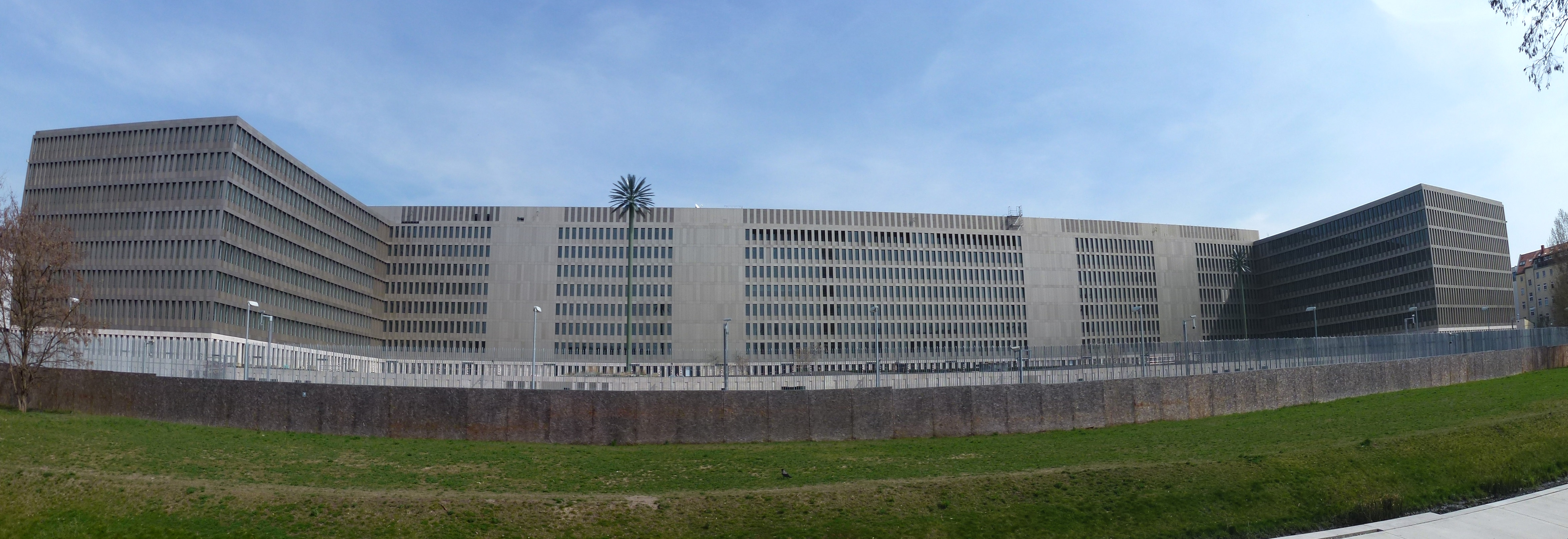
Zentrale des Bundesnachrichtendienstes auf dem Gelände, 2015

Mitte 1992 begann der Abriss des inzwischen leicht maroden Bauwerks, da an dieser Stelle eine 15.000 Zuschauer fassende Sport-Arena für die geplanten Olympischen Spiele 2000 in Berlin entstehen sollte. Die Kosten für den Abriss (es wurden mehr als 27.000 m³ Schutt entfernt) beliefen sich dabei auf 32 Millionen Mark (kaufkraftbereinigt in heutiger Währung: rund 30 Millionen Euro). Da schließlich nicht Berlin, sondern Sydney den Zuschlag erhielt, wurde die geplante Arena nicht gebaut und das Areal lag ab 1993 brach. In den folgenden Jahren wurde es für verschiedene Zwecke (u. a. als Anlage für Golf, Beachvolleyball und Mountainbike) genutzt, bis im Oktober 2006 der Bundesnachrichtendienst auf dem Gelände mit dem Bau seiner neuen Zentrale begann.